# Internationales Congress Centrum Berlin

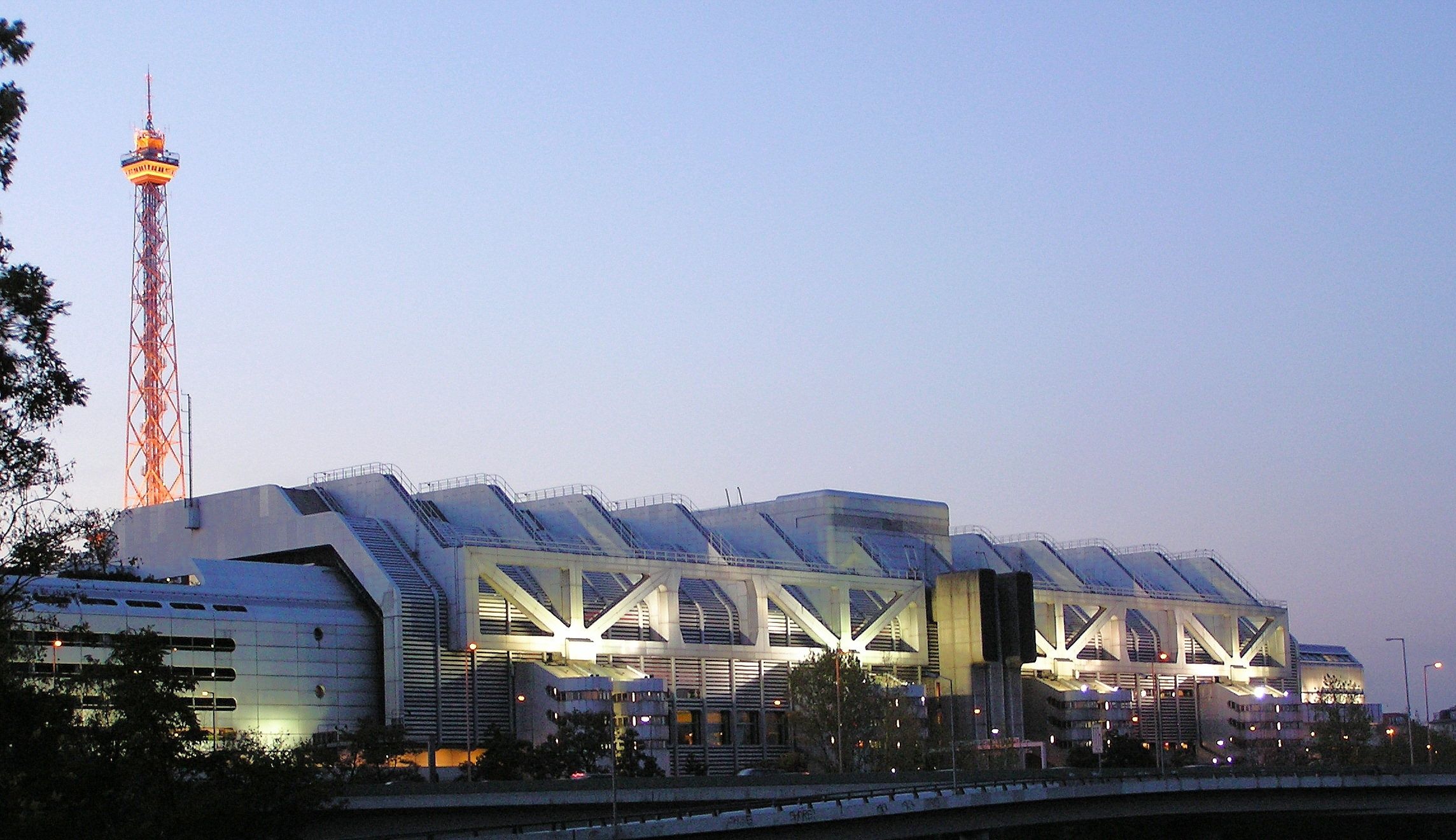
Le palais des congrès.

Le Centre de congrès international de Berlin (ICC Berlin), situé à Westend dans l'arrondissement Charlottenburg-Wilmersdorf, est l’un des plus grands centres de congrès au monde. L'édifice long de 313 mètres, large de 89 mètres et haut de près de 40 mètres a été construit selon les plans des architectes berlinois Ralf Schüler et Ursulina Schüler-Witte et a ouvert ses portes le 2 avril 1979 après quatre ans de construction. L’élément le plus frappant du bâtiment est sa façade en aluminium gris argenté, dans le style techno-architecture.
C’est l’un des bâtiments les plus importants de l’après-guerre en Allemagne et il a coûté plus de 924 Millions de marks (ajustés en fonction du pouvoir d'achat dans la monnaie d’aujourd'hui : environ 
1,9 milliard d'euros) et était ainsi le bâtiment le plus cher de Berlin-Ouest. Le propriétaire est le Land de Berlin et l’exploitant est Messe Berlin GmbH.
L’avenir de l’édifice est débattu à Berlin depuis des années. Jusqu’à présent, Messe Berlin n’a pas manifesté d’intérêt à poursuivre ses activités, car les coûts d’exploitation dépasseraient les revenus des événements. La démolition a également été évoquée, mais elle a été rejetée par une grande partie de la classe politique berlinoise. Le dernier événement public dans l’édifice jusqu’en 2021 a eu lieu le 9 mars 2014, après l’assemblée générale annuelle de Daimler le 9. Il a été fermé en avril 2014. On ne sait pas encore si et quand le palais sera rénové et qui en supportera les coûts. Il n’existe actuellement aucun concept viable pour une utilisation ultérieure après rénovation.
En septembre 2019, l’édifice a été classé monument historique.

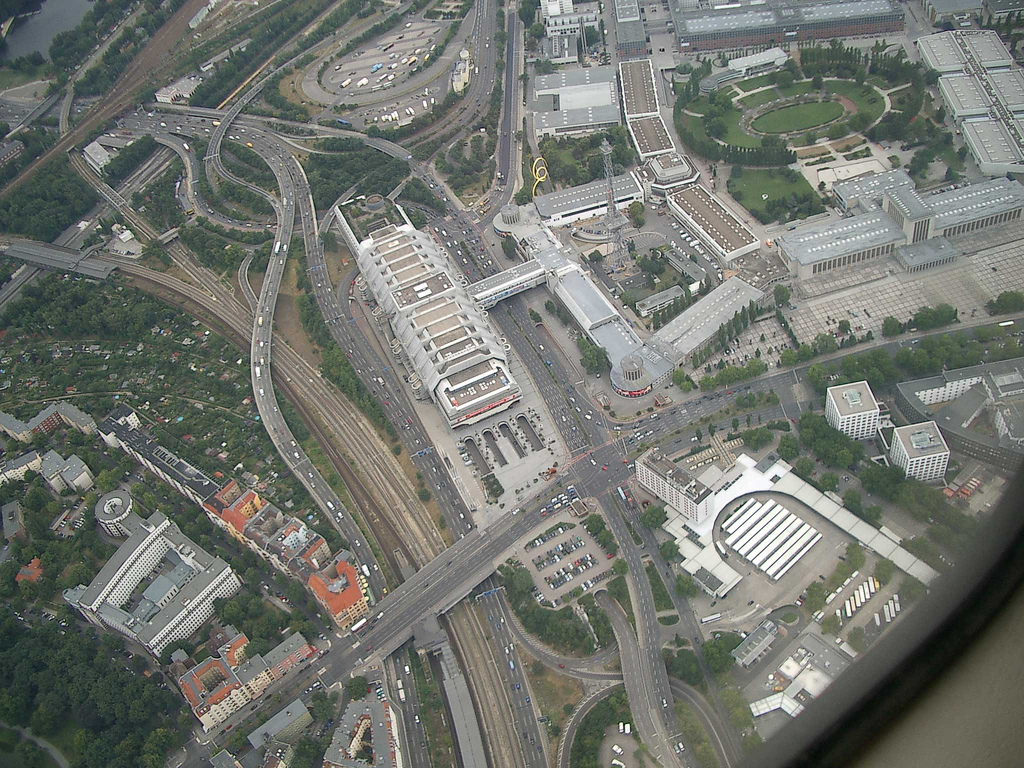
Vue d’ensemble.

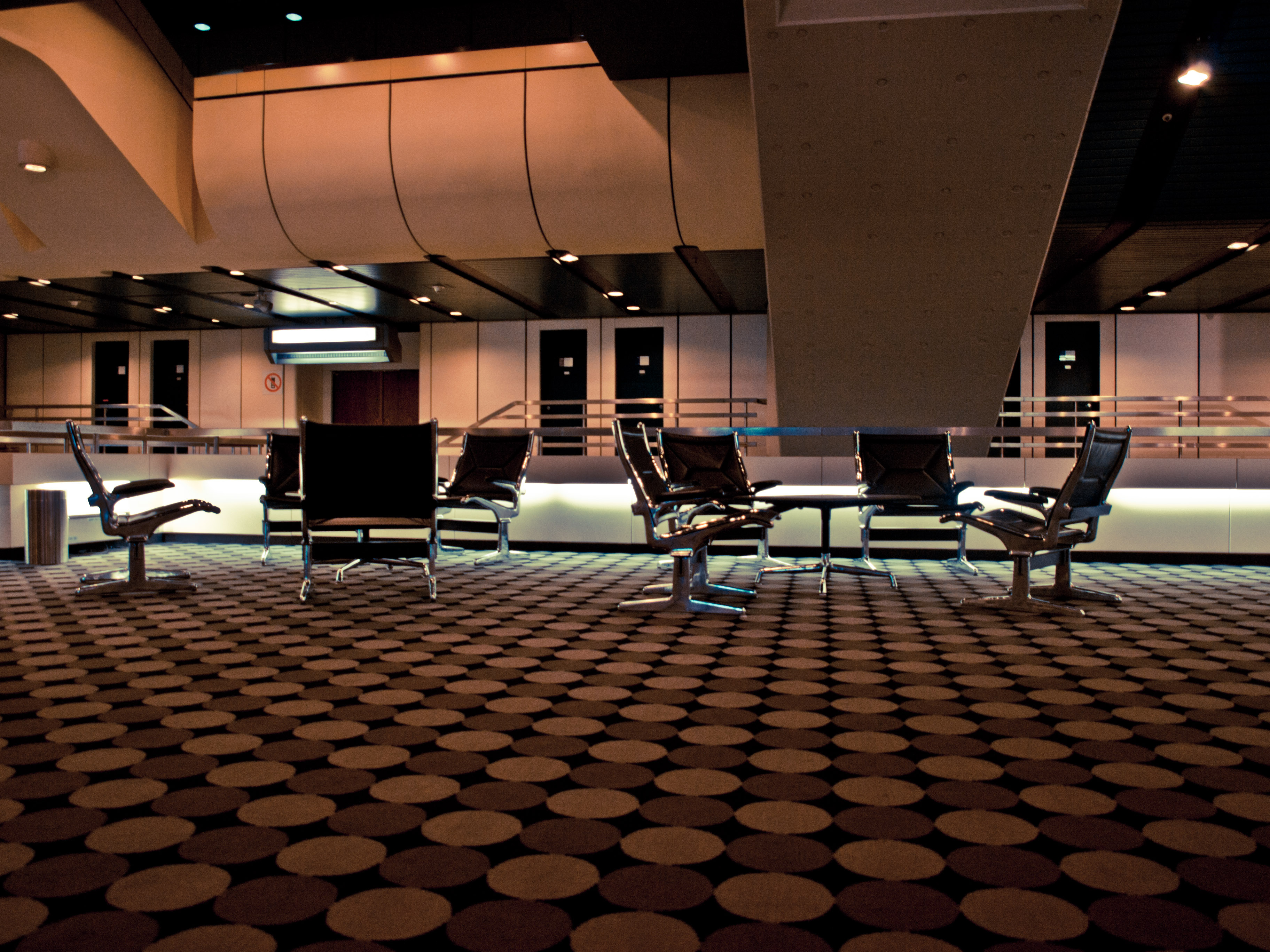
Aménagement intérieur de l’ICC.

## Le bâtiment
Avec ses 80 halls et salles, allant de 20 à 3 000 places (salle 2) et jusqu’à 5 000 places (salle 1), ainsi que sa vaste gamme de services, l’ICC Berlin est idéal pour les congrès et événements de toutes sortes. Une passerelle de trois étages appartenant à l’ICC Berlin relie l’édifice au niveau 2 des halls 14 et 15 du parc des expositions voisin. Cette connexion avec le parc des expositions permettait également une utilisation mixte ou croisée, ce qui permettait une utilisation économique pour des centres de conférence de cette taille. Au total, le centre de congrès compte plus de 200 000 m² de surface de plancher brute, dont seulement environ 30 000 m² étaient disponibles pour des événements. Les visiteurs ont toutefois perçu les grandes surfaces de circulation comme un avantage de l’ICC par rapport aux autres bâtiments de congrès et ont été l’une des raisons pour lesquelles l’ICC a reçu de nombreuses récompenses en tant que lieu de congrès. Ils faisaient partie de l’idée de base des architectes de « créer une maison de communication ».

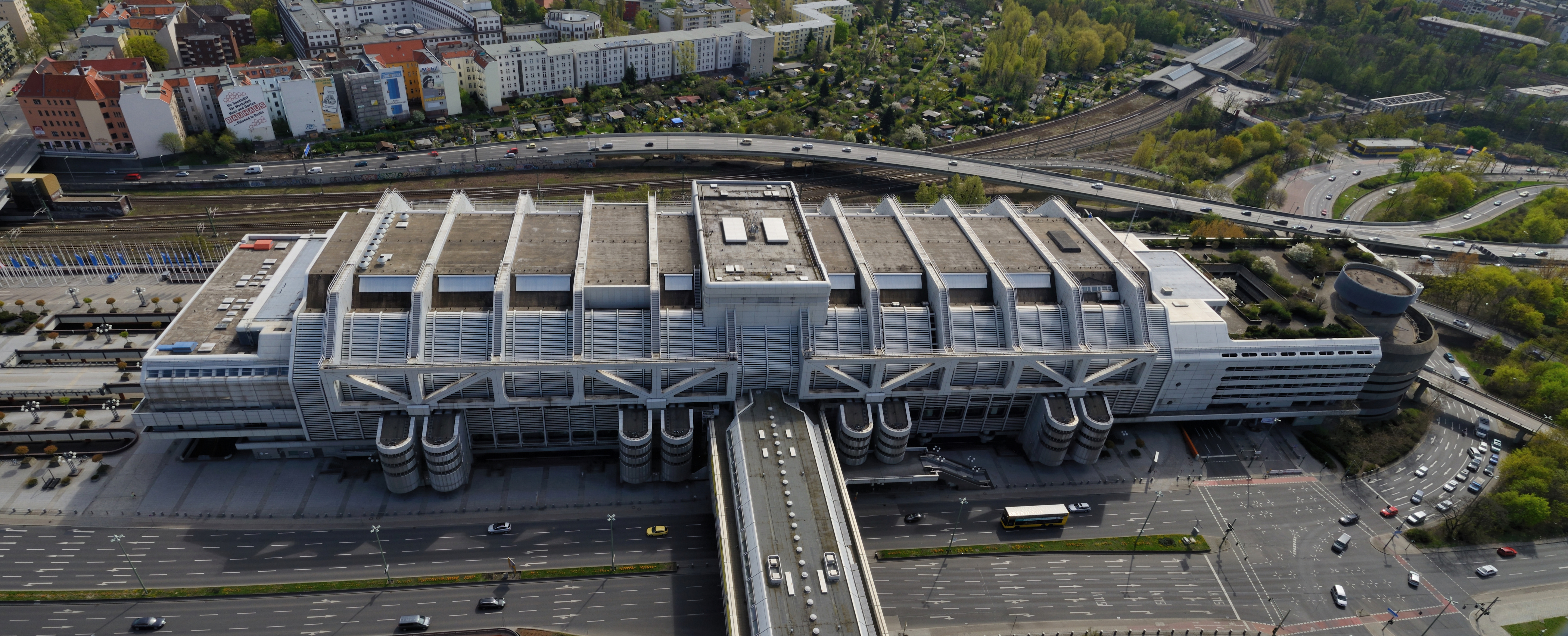
Vue aérienne de l’ICC depuis l’ouest.
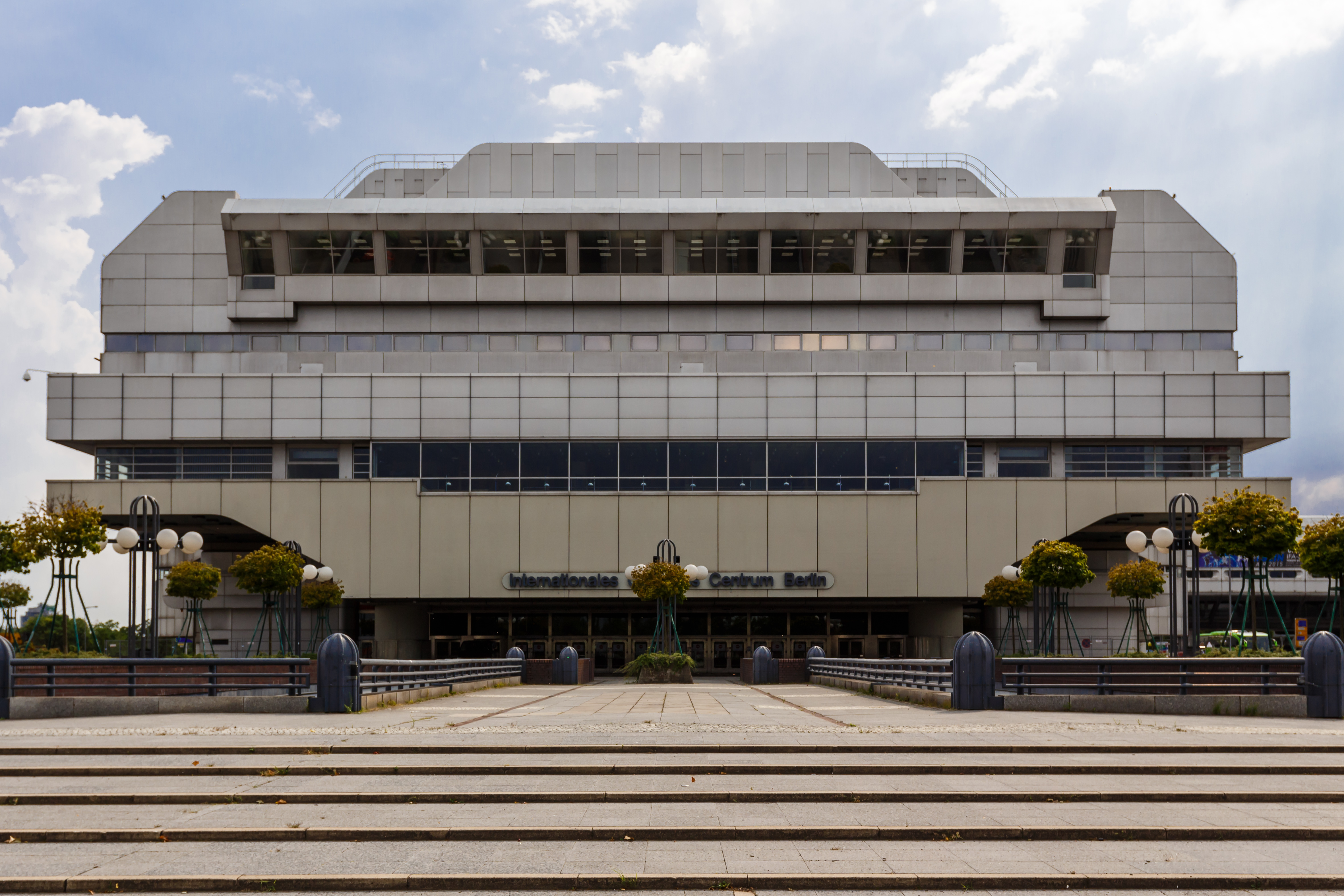
Entrée principale de l’ICC au nord.
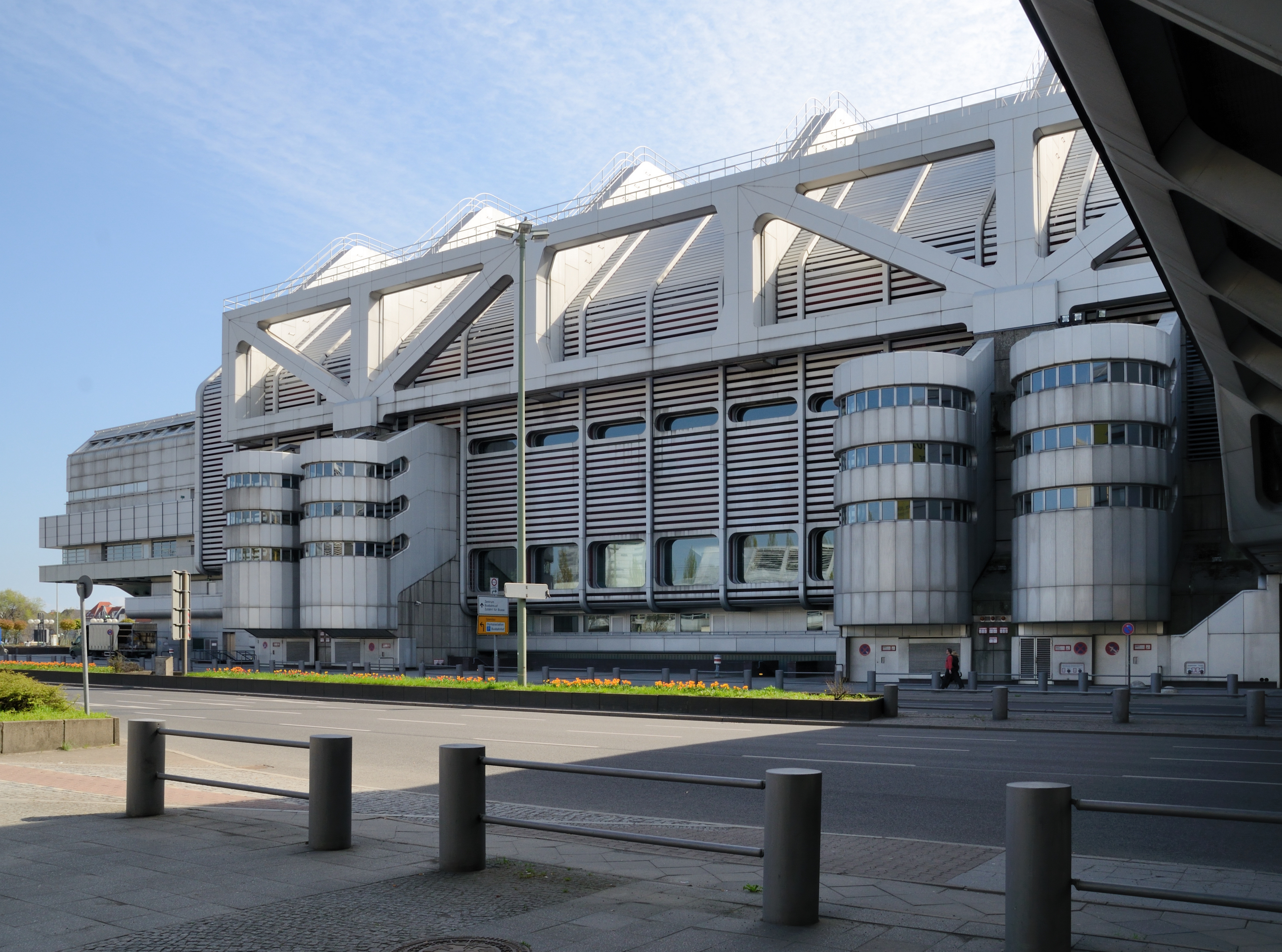
L’ICC avec la passerelle, à l’ouest.
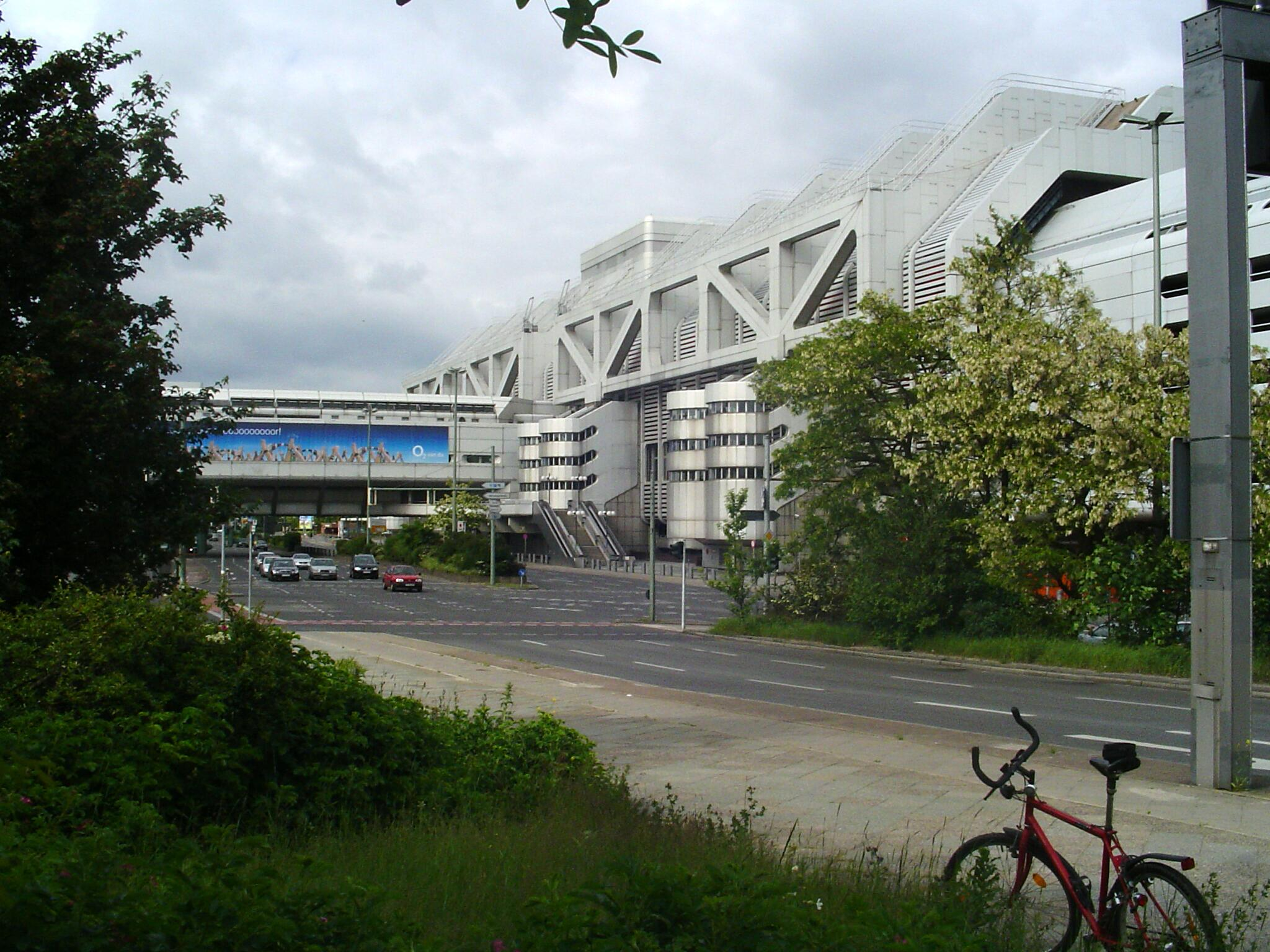
L’ICC depuis la route d'accès AVUS (ouest).
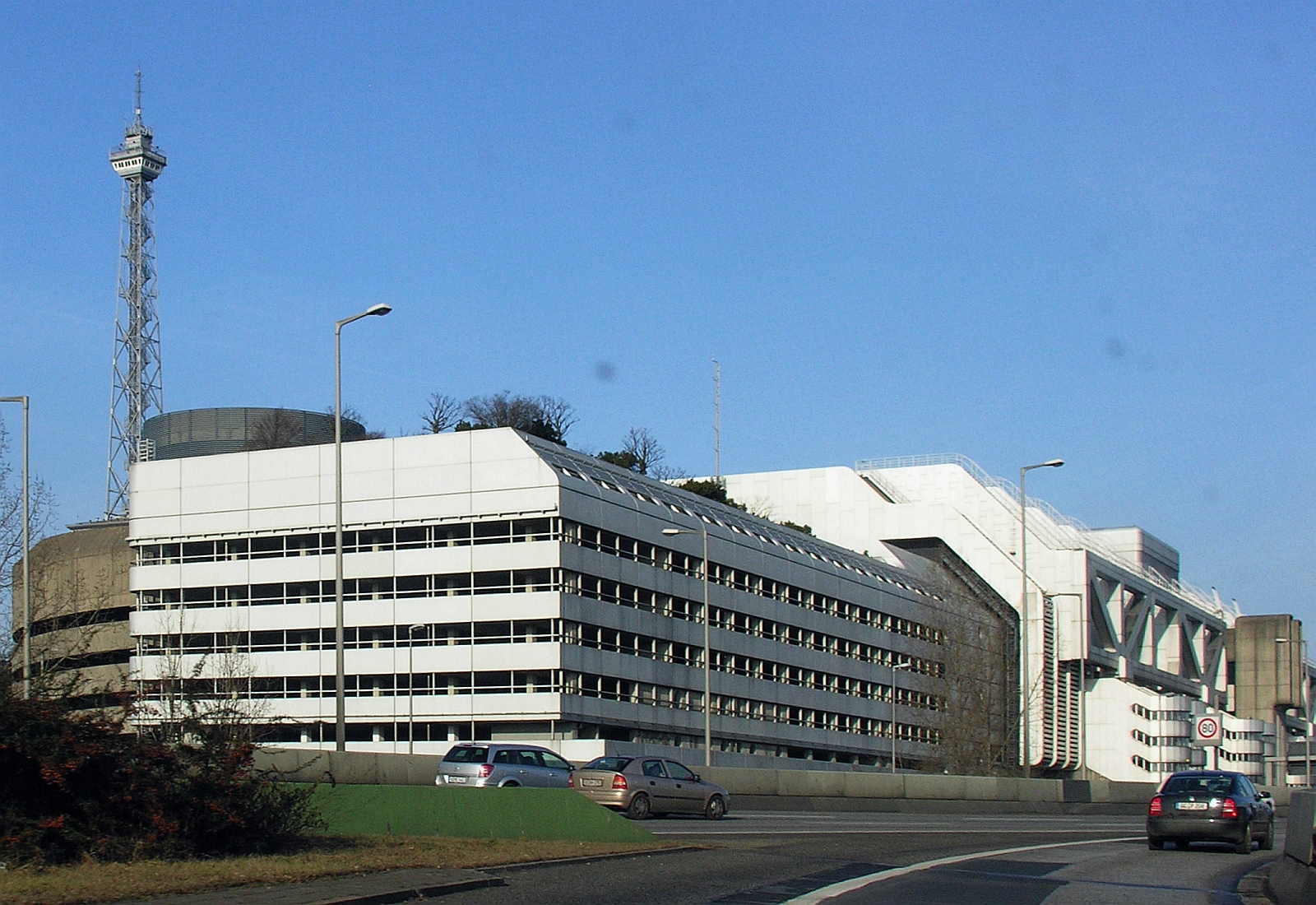
Parc de stationnement de l’ICC avec jardin sur le toit (vu du sud-est).
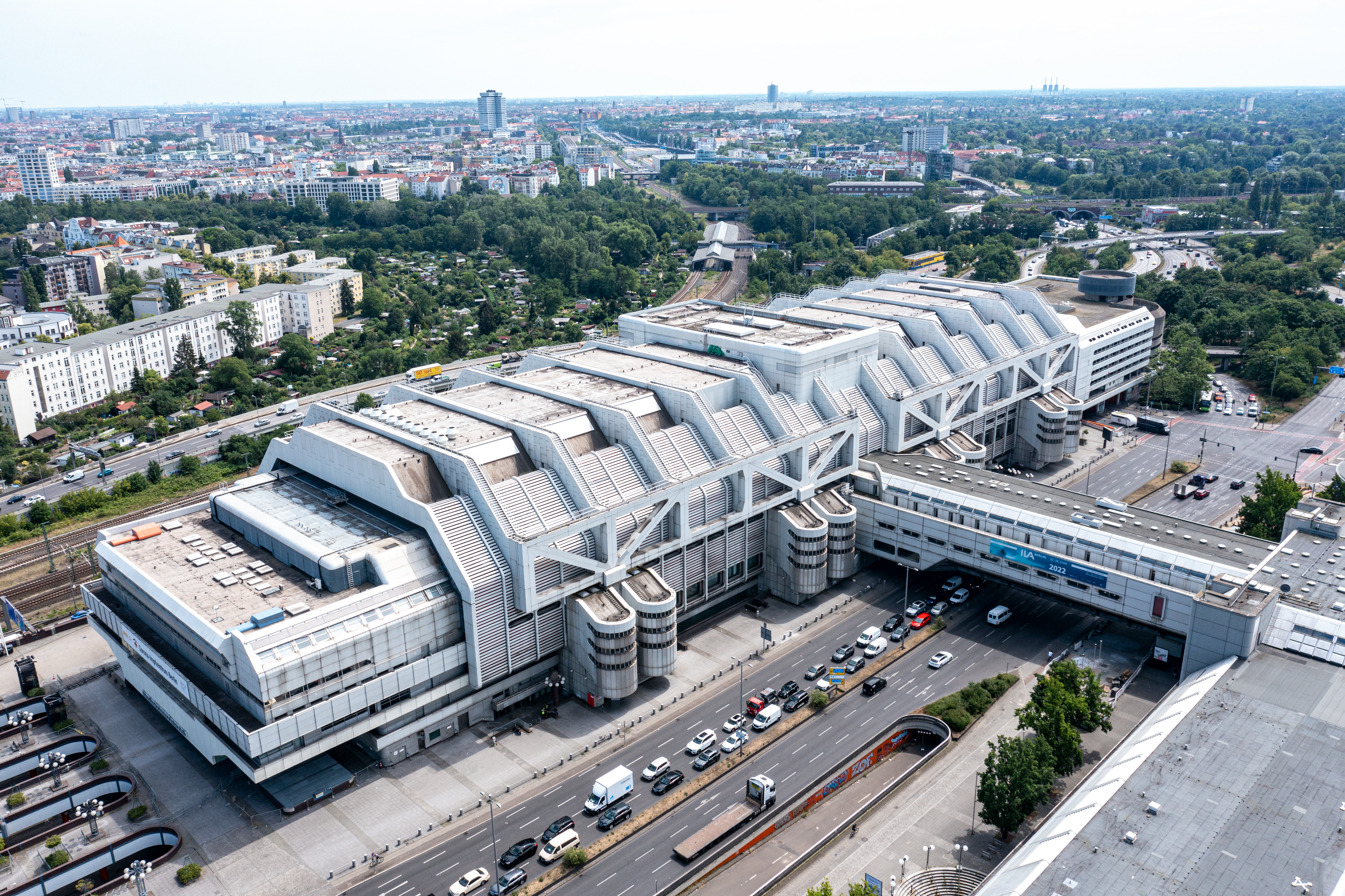
Le bâtiment vu du ciel, juin 2022.

## Divers
Dans le thriller politique et bancaire The International, une scène se déroule dans le hall principal, reconnaissable à sa moquette frappante. Les entrées inférieures du parking, les arrêts de taxi et de bus ainsi que les passages souterrains piétonniers carrelés orange au carrefour Messedamm/Masurenallee ont été utilisés à plusieurs reprises comme lieux de tournage de films et de vidéos. Scènes des films Didi – Le Sosie , La Vengeance dans la peau, Qui est Hanna ? y ont été tournés, entre autres. , The Hunger Games (La Révolte, partie 2), Captain America (Civil War), Atomic Blonde et Gunpowder Milkshake, des extraits des clips Crush ( Paul van Dyk feat. Secon Sun), La Promesse ( Kate Ryan ), Around The World (ATC) et Nowhere to Hide (Leo Sagor & The FruitSenders), ainsi que le spot Gib Müll eine Abkehr! ( McDonald’s Allemagne). Une affiche de la Berlinale 2017 montre un ours brun dans le passage souterrain de l'ICC. Le film Les Ailes du Désir met également en avant la CPI dans sa séquence d'ouverture.
Entre décembre 2021 et juin 2022, l'ICC a été utilisé comme centre central de vaccination contre le coronavirus.